# مغر الخیط
مغر الخیط (به عربی: مغر الخیط) روستایی فلسطینی، واقع در ۴٬۵ کیلومتری شمال شرق صفد بود.